# جليزا 317 b
غليس 317 بي (بالإنجليزية: Gliese 317 b)‏ الذي يرمز له بالرمز GJ 317 b، هو كوكب خارج المجموعة الشمسية، في كوكبة بيت الإبرة، يتبع غليس 317 ‏.

## الاكتشاف
اكتشف في 6 يوليو 2007، وكانت طريقة الاكتشاف دوبلر الطيفي.